# Luca Zidane
Luca Zinedine Zidane (sinh ngày 13 tháng 5 năm 1998), là cầu thủ bóng đá chuyên nghiệp người Pháp thi đấu ở vị trí thủ môn cho Granada CF. Anh là con trai của cựu cầu thủ bóng đá Zinédine Zidane.

## Tiểu sử
Luca sinh tại Marseille, là con của nhà cựu vô địch vô địch thế giới người Pháp và hiện là huấn luyện viên của Real Madrid, Zinedine Zidane với Veronique Fernández. Anh là người thứ nhì trong 4 anh em, gồm cả Enzo, Theo, và Elyaz – tất cả đều được đào tạo từ học viện Real Madrid. Luca mang nguồn gốc Tây Ban Nha từ mẹ Pháp-Algeria từ bố.

## Sự nghiệp cấp câu lạc bộ
Luca gia nhập đội trẻ của Real Madrid từ năm 6 tuổi vào năm 2004, chơi ở vị trí thủ môn., sau đó vào đội trẻ Castilla.
Cha của Luca, Zinedine Zidane là huấn luyện viên Real Madrid - và là huấn luyện viên của Luca từ những ngày đầu sự nghiệp. Luca có trận ra mắt chuyên nghiệp cho Real Madrid vào vòng cuối của mùa giải 2017–18, trong trận hòa 2–2 tại La Liga trước Villarreal ngày 19 tháng 5 năm 2018. Trong mùa giải Champions League 2017-18 mà Real Madrid giành chiếc cúp thứ 13, anh là lựa chọn thứ 3 ở vị trí thủ môn.
Anh được đem cho Racing Santander mượn vào ngày 8 tháng 7 năm 2019.

## Sự nghiệp quốc tế
Sinh ra tại Pháp và có nguồn gốc Algeria và Tây Ban Nha, Luca là thành viên của các đội trẻ của Pháp. Anh có mặt trong thành phần U-17 Pháp vô địch Giải vô địch bóng đá U-17 châu Âu 2015, và Giải vô địch bóng đá U-17 thế giới 2015.

## Thống kê sự nghiệp
Tính đến 31 tháng 3 năm 2019
| Câu lạc bộ           | Mùa giải            | Giải vô địch | Giải vô địch | Cúp  | Cúp | Châu Âu | Châu Âu | Tổng cộng | Tổng cộng |
| Câu lạc bộ           | Mùa giải            | Trận         | Bàn          | Trận | Bàn | Trận    | Bàn     | Trận      | Bàn       |
| -------------------- | ------------------- | ------------ | ------------ | ---- | --- | ------- | ------- | --------- | --------- |
| Real Madrid Castilla | 2016–17             | 8            | 0            | —    | —   | —       | —       | 8         | 0         |
| Real Madrid Castilla | 2017–18             | 13           | 0            | —    | —   | —       | —       | 13        | 0         |
| Real Madrid Castilla | 2018–19             | 18           | 0            | —    | —   | —       | —       | 18        | 0         |
| Real Madrid Castilla | Tổng cộng           | 39           | 0            | —    | —   | —       | —       | 39        | 0         |
| Real Madrid          | 2017–18             | 1            | 0            | 0    | 0   | 0       | 0       | 1         | 0         |
| Real Madrid          | 2018–19             | 1            | 0            | 0    | 0   | 0       | 0       | 1         | 0         |
| Real Madrid          | Tổng cộng           | 2            | 0            | 0    | 0   | 0       | 0       | 2         | 0         |
| Tổng cộng sự nghiệp  | Tổng cộng sự nghiệp | 41           | 0            | 0    | 0   | 0       | 0       | 41        | 0         |

## Giải thưởng
Real Madrid
- UEFA Champions League: 2017–18

U-17 Pháp
- Giải vô địch bóng đá U-17 châu Âu: 2015